# Aeonium escobarii
Aeonium escobarii är en fetbladsväxtart som beskrevs av Rebmann och Malkm.-huss.. Aeonium escobarii ingår i släktet Aeonium och familjen fetbladsväxter. Inga underarter finns listade i Catalogue of Life.